# New York (album)
New York is een album van Lou Reed, dat werd geproduceerd en uitgegeven in 1989.
Het wordt door veel critici beschouwd als het beste solo-album dat Reed heeft gemaakt.
Op het album spelen behalve Reed, ook Mike Rathke, Rob Wasserman (1952-2016), Fred Maher, Dion DiMucci, Jeffrey Lesser en Moe Tucker.
Op 25 september 2020 kwam een luxe versie van dit album uit.

## Tracklist
Alle nummers (behalve "Beginning of a Great Adventure") geschreven door Lou Reed.

### Kant 1
1. "Romeo had Juliette" – 3:09
2. "Halloween Parade" – 3:33
3. "Dirty Blvd." – 3:29
4. "Endless Cycle" – 4:01
5. "There is No Time" – 3:45
6. "Last Great American Whale" – 3:42
7. "Beginning of a Great Adventure" (Lou Reed / Mike Rathke) – 4:57

### Kant 2
1. "Busload of Faith" – 4:50
2. "Sick of You" – 3:25
3. "Hold On" – 3:24
4. "Good Evening Mr. Waldheim" – 4:35
5. "Xmas in February" – 2:55
6. "Strawman" – 5:54
7. "Dime Store Mystery" – 5:01

## Bezetting en medewerkers[3]
- Lou Reed – lead en background vocals, gitaar
- Mike Rathke – gitaar
- Rob Wasserman – Clevinger electric upright bass
- Fred Maher – drums (behalve op "Last Great American Whale" en "Dime Store Mystery"); Fender basgitaar op "Romeo had Juliet" en "Busload of Faith".
- Moe Tucker – percussie op "Last Great American Whale" en "Dime Store Mystery"
- Dion DiMucci – backing vocals op "Dirty Blvd."
- Jeffrey Lesser – backing vogels

productie
- Lou Reed – producer, mixing
- Fred Maher – producer, geluidstechnicus, mixing
- Jeffrey Lesser – geluidstechniek, mixing
- Victor Deyglio – assistent geluidstechnicus
- Mike Rathke – mixing
- Bob Ludwig – mastering
- Spencer Drate – artdirector
- Waring Abbott – fotografie
- Sylvia Reed – conceptontwikkeling, creatief directeur